# Scopula innocens
Scopula innocens là một loài bướm đêm trong họ Geometridae.